# Цзэн Тао
Цзэн Тао (1914—1997, провинция Цзянсу) — китайский журналист и дипломат. Родился в 1914 в Китае. Умер 28 февраля 1997.  
На протяжении своей карьеры занимал ряд важных постов:
1961-1962  Цзэн Тао (1914-1997) - видный китайский журналист и дипломат, родом из провинции Цзянсу. Его карьера была тесно связана с развитием международных отношений Китая.
с 1961-1962: заместитель секретаря канцелярии по иностранным делам Госсовета КНР
с 1962-1969: первый посол Китая в Алжире (с момента получения Алжиром независимости)
с 1970-1973: первый посол Китая в Югославии (после восстановления дипломатических отношений)
с 1973-1977: посол Китая во Франции 
с 1977-1982: президент агентства "Синьхуа"

## Биография
В 1960 году возглавлял бюро новостного агентства «Синьхуа» в Гаване.
В 1961-62 годах ответсекретарь канцелярии по иностранным делам Госсовета КНР.
В 1962-69 годах был послом Китая в Алжире. Был первым послом Китая в Алжире — с установлением независимости последнего в 1962 году.
В 1970-73 годах был послом Китая в Югославии. Был первым послом Китая в Югославии — с восстановлением посольских отношений в 1970 году.
В 1973-77 годах был послом Китая во Франции.
Заместитель, затем с декабря 1977 по апрель 1982 года президент Агентства «Синьхуа».
В 1980-83 годах возглавлял Китайскую ассоциацию журналистов.
Зампред Комиссии по иностранным делам ВСНП 6-7 созывов (депутат от Хэнани). Член ПК ВСНП 5, 6, 7 созывов. Член ВК НПКСК 9, 10 созывов.